# 文兴乡 (宣威市)
文兴乡，是中华人民共和国云南省曲靖市宣威市下辖的一个乡镇级行政单位。

## 行政区划
文兴乡下辖以下地区：
着期村、文兴村、太平村、马龙村、支留村、块塔村、铜店村、米科村、庆底村、白药村、瑞庆村、半山村、火木村、安乐村和塌土村。